# Potentilla czegitunica
Potentilla czegitunica är en rosväxtart som beskrevs av B.A. Jurtzev. Potentilla czegitunica ingår i Fingerörtssläktet som ingår i familjen rosväxter. Inga underarter finns listade i Catalogue of Life.